# Ikalis
Ikalis (finska: Ikaalinen) är en stad i landskapet Birkaland i Finland. Ikalis har cirka 6 877 invånare och har en yta på 843,4 km². Ikalis centrum ligger vid sjön Kyrösjärvi.
Ikalis är enspråkigt finskt.
Det finns två tätorter i Ikalis stad: Ikalis centraltätort och Kilvakkala.
Ikalis har varit badort sedan grundandet av den första badanläggningen 1884. I dag finns där ett välkänt spa, "Ikaalisten Kylpylä". I Ikalis verkade åren 1820- ca 1840 Vesakoski pappersbruk.

## Administrativ historik
Lahtinens (Ikalis) kapell nämns år 1540 men nämns även 1418 som annex till Kyro, dateringen är dock omstridd.
Ikalis blev 1858 Finlands första köping. När köpingen avskaffades som administrativ enhet 1977 ombildades Ikalis, i likhet med andra Finlands köpingar, till stad. 1 januari 1993 överfördes staden från Åbo och Björneborgs län till Tavastehus län.

## Politik

### Mandatfördelning i Ikalis stad, valen 1976–2021
| 5 | 7 | 14 |  |  | 7 |

| 4 | 8 | 13 |  | 9 |

| 3 | 8 |  | 14 | 9 |

| 3 | 8 | 16 | 8 |

| 2 | 10 | 2 | 14 | 7 |

|  | 6 | 2 | 3 | 14 |  | 8 |

|  | 5 | 2 | 2 | 11 |  | 5 |

|  | 6 |  |  | 10 |  | 7 |

| 19 | 8 |

|  | 6 | 3 | 10 |  | 6 |

| 17 | 10 |

|  | 6 | 4 | 9 | 2 | 5 |

| 19 | 8 |

|  | 6 |  | 5 | 8 |  | 5 |

| 20 | 7 |

| 6 |  | 7 | 7 |  | 5 |

| 19 | 8 |

### Vänorter
Ikalis har tre vänorter:
- Ljusdals kommun, Sverige
- Palamuse, Estland
- Landkreis Stade, Tyskland

## Befolkningsutveckling
| Befolkningsutvecklingen i Ikalis stad 1975–2020                                                              | Befolkningsutvecklingen i Ikalis stad 1975–2020 | Befolkningsutvecklingen i Ikalis stad 1975–2020 | Befolkningsutvecklingen i Ikalis stad 1975–2020 | Befolkningsutvecklingen i Ikalis stad 1975–2020 |
| --- | ----------------------------------------------- | ----------------------------------------------- | ----------------------------------------------- | ----------------------------------------------- |
| |                                                 |                                                 |                                                 |                                                 |
| År |                                                 |                                                 | Folkmängd                                       |                                                 |
| 1975 | 1975                                            |                                                 | 8 326                                           |                                                 |
| 1980 | 1980                                            |                                                 | 8 137                                           |                                                 |
| 1985 | 1985                                            |                                                 | 8 184                                           |                                                 |
| 1990 | 1990                                            |                                                 | 8 219                                           |                                                 |
| 1995 | 1995                                            |                                                 | 8 074                                           |                                                 |
| 2000 | 2000                                            |                                                 | 7 744                                           |                                                 |
| 2005 | 2005                                            |                                                 | 7 547                                           |                                                 |
| 2010 | 2010                                            |                                                 | 7 428                                           |                                                 |
| 2015 | 2015                                            |                                                 | 7 207                                           |                                                 |
| 2020 | 2020                                            |                                                 | 6 866                                           |                                                 |
| Anm: Uppgifterna avser förhållandena den 31 december nämnda år enligt områdesindelningen den 1 januari 2022. |                                                 |                                                 |                                                 |                                                 |

### Språk
Befolkningen efter språk (modersmål) den 31 december 2022. Finska, svenska och samiska räknas som inhemska språk då de har officiell status i landet. Resten av språken räknas som främmande. För språk med färre än 10 talare är siffran dold av Statistikcentralen på grund av sekretesskäl.
| Språk                        | Talare 2022-12-31 | Talare 2022-12-31 |
| Språk                        | Antal             | Andel (%)         |
| ---------------------------- | ----------------- | ----------------- |
| Hela befolkningen            | 6 804             | 100,0             |
| Inhemska språk totalt        | 6 627             | 97,4              |
| Finska                       | 6 614             | 97,2              |
| Svenska                      | 13                | 0,2               |
| Främmande språk totalt       | 177               | 2,6               |
| Estniska                     | 42                | 0,6               |
| Ryska                        | 30                | 0,4               |
| Engelska                     | 15                | 0,2               |
| Tyska                        | 11                | 0,2               |
| Språk med färre än 10 talare | 79                | 1,2               |

|  | Finska (97,2 %) |

|  | Svenska (0,2 %) |

|  | Främmande språk (2,6 %) |

|  | Finska (97,2 %) |

|  | Svenska (0,2 %) |

|  | Främmande språk (2,6 %) |